# Osmia calaminthae
Osmia calaminthae är ett solitärt (icke samhällsbildande) bi i familjen buksamlarbin som enbart förekommer i Florida i USA.

## Beskrivning
Honan är mörkblå, även om mellankroppen ibland kan vara något ljusare. Hanen har ljusblått huvud och mellankropp, medan bakkroppen är mörkblå. Hos båda könen är mundelarna, antennerna, labrum, clypeus övre del, nedre delen av benen, de bakre kanterna på tergiterna och sterniterna alla bruna. Hos hanen är dessutom de fyra främsta sterniterna helt bruna, inte bara bakkanterna. Som hos alla buksamlarbin har honan en scopa, en hårborste på buken avsedd för polleninsamlingen. Men hos denna art, samt hos släktingen Osmia conjunctoides, är ansiktsbehåringen hos honan modifierad, med korta, upprättstående hår som utgör det egentliga verktyget för polleninsamling. Vingarna är rökfärgade, kraftigare hos honan. Kroppslängden är 10 till 11 millimeter hos honan, med en längd på framvingen (den längre vingen) på 6 till 7 mm. Motsvarande mått hos hanen är omkring 10 mm för kroppen och 6 mm för framvingen.

## Utbredning
Arten finns endast i ett litet område nära Lake Placid i den amerikanska delstaten Florida. Den är mycket sällsynt, bland annat den amerikanska frivilligorganisationen NatureServe har klassificerat den som "Critically Imperiled", och försök har gjorts för att få den fridlyst. 2015 tog sig United States Fish and Wildlife Service an fallet, som ännu 2020 är under behandling. Arten beskrevs för första gången 2011, och återupptäcktes efter flera års ovisshet i mars 2020.

## Ekologi
Osmia calaminthae lever i chaparralliknande buskageterräng på sandjord, och är specialiserad på bergmyntan Clinopodium ashei vad gäller pollen. Nektar kan även hämtas från ärtväxten Lupinus diffusus. Flygtiden är kort, vanligtvis från mitten av mars till större delen av april. En egenhet hos arten är att den nickar med huvudet när den besöker en blomma.
Som alla murarbin är Osmia calaminthae solitär.